# Distretto di Liangzihu
Il distretto di Liangzihu (梁子湖区S, Liángzihú QūP) è un distretto della Cina, situato nella provincia di Hubei e amministrato dalla prefettura di Ezhou.